# NGC 815
NGC 815 è una coppia di galassie compatte situata nella costellazione della Balena, a una distanza non appurata dalla nostra Via Lattea.

## Scoperta
La galassia è stata scoperta il 6 gennaio 1886 dall'astronomo statunitense Ormond Stone.

## Descrizione
Le dimensioni non sono note.